# 道の駅蛍街道西ノ市
道の駅蛍街道西ノ市（みちのえき ほたるかいどうにしのいち）は、山口県下関市豊田町大字中村にある山口県道34号下関長門線の道の駅である。

## 概要
所在する豊田町はホタルの里として有名であり、駅舎も農村集落をイメージしたものとなっている。祭り広場の中央には櫓があり、餅まきなどのイベントに活用されている。
2021年（令和3年）には長門鉄道を走っていた蒸気機関車「長門鉄道101号」を京都府与謝野町の加悦SL広場から無償で譲り受け展示することになった。

## 沿革
- 2004年（平成16年）8月9日 - 道の駅に登録、同年12月14日にオープンした。
- 2015年（平成27年）1月30日 - 「道の駅発着の「ホタル船」ツアー開催など観光・文化のイベントを毎週実施、観光協会事務所設置」を理由に重点道の駅に選定された[2]。
- 2020年（令和2年）8月6日 - 日帰温泉施設「螢の湯」がリニューアルオープン。
- 2021年（令和3年）9月28日 - 加悦SL広場から長門鉄道を走っていた蒸気機関車「長門鉄道101号」を陸送[1]。

## 施設
- 駐車場：128台
  - 普通車：117台
  - 大型車：5台
  - 身障者用：6台
- 屋外トイレ：14器
  - 男：大 2器、小 4器
  - 女：6器
  - 身障者用：2器
- 屋内トイレ：18器
  - 男：大 6器、小 5器
  - 女：6器
  - 身障者用：1器（温泉内）
- 公衆電話：1台
- レストラン（10:00 - 20:00）
- 売店（8:30 - 18:00）
- 野菜市場（7:00 - 17:00）

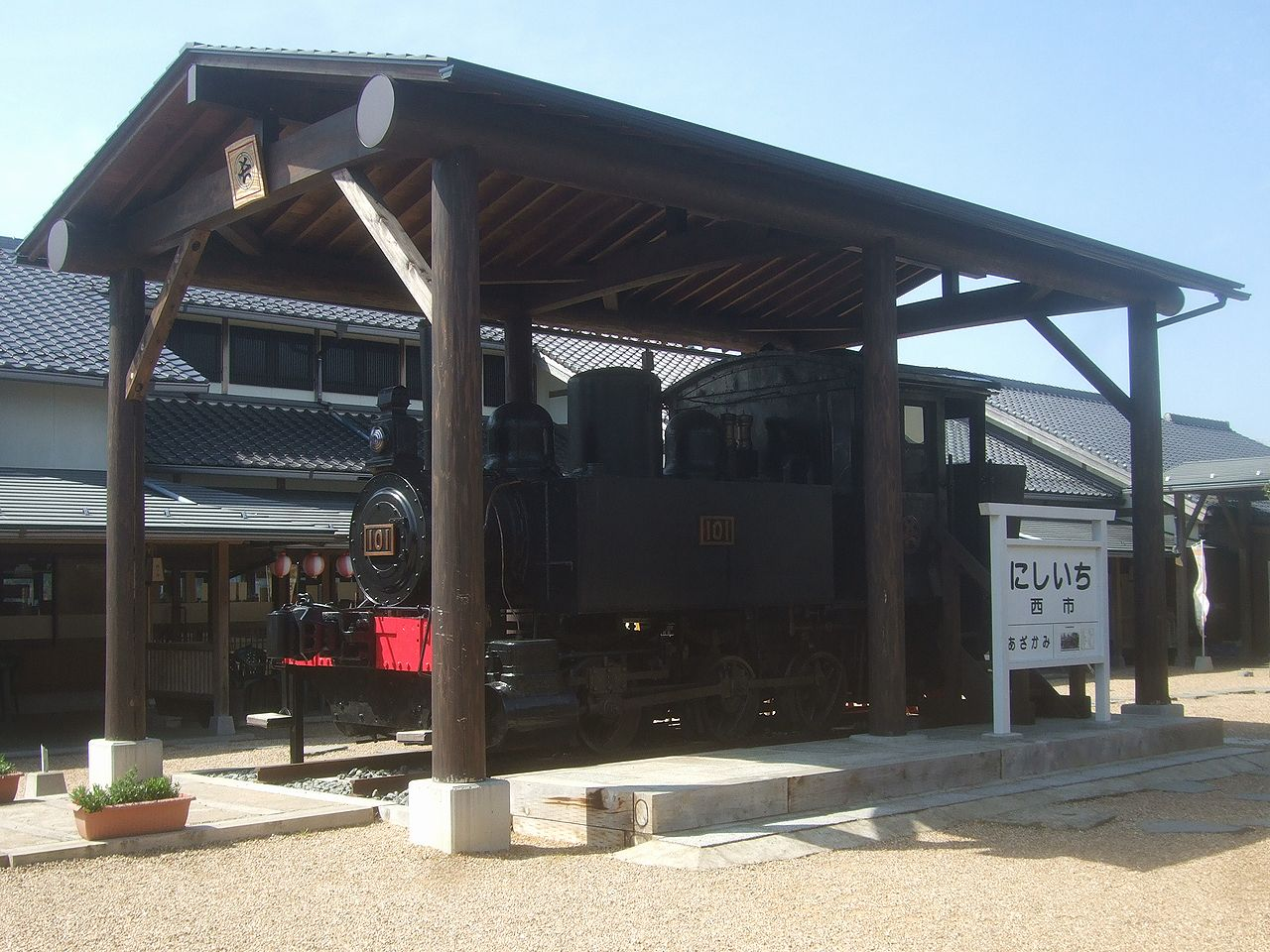
道の駅内に保存されている旧長門鉄道101号機関車

- 日帰温泉施設（10:00 - 21:00）
- 休憩施設（10:00 - 21:00）
- 情報コーナー

## 休館日
- 第4火曜日（祝日除く）

## アクセス
- 山口県道34号下関長門線 - 登録路線

## 周辺
- 豊田湖畔公園
- 豊田ホタルの里ミュージアム
- ホタル舟
- 一の俣温泉